# Rainer Thiel (Fußballspieler)
Rainer Thiel (* 26. März 1949) ist ein ehemaliger deutscher Fußballspieler und Automobilmanager.

## Karriere
Rainer Thiel spielte Fußball für den SC Schwenningen und danach für die Stuttgarter Kickers. Für diese absolvierte der Abwehrspieler 127 Liga-Spiele in der Regionalliga Süd und eine Saison in der 2. Bundesliga Süd. Da Thiel Sportinvalide war, beendete er vorzeitig seine Karriere.
Hauptberuflich war Thiel für die Daimler AG (heute Mercedes-Benz Group) bzw. deren Vorgängergesellschaften tätig. Lange Zeit war er dort Leiter der Konzernstrategieabteilung. 2004 wurde der weiterhin in seinem Heimatort Villingen-Schwenningen lebende Automobilmanager zum Chief Executive Officer und Präsidenten für das Südostasiengeschäft von DaimlerChrysler berufen.
Seit dem 26. November 2018 ist Thiel Präsidiumsmitglied bei den Stuttgarter Kickers.